# Leblebi
|  | Aquest article tracta sobre l'snack turc. Si cerqueu l'estofat de Tunis, vegeu «Lablabi». |

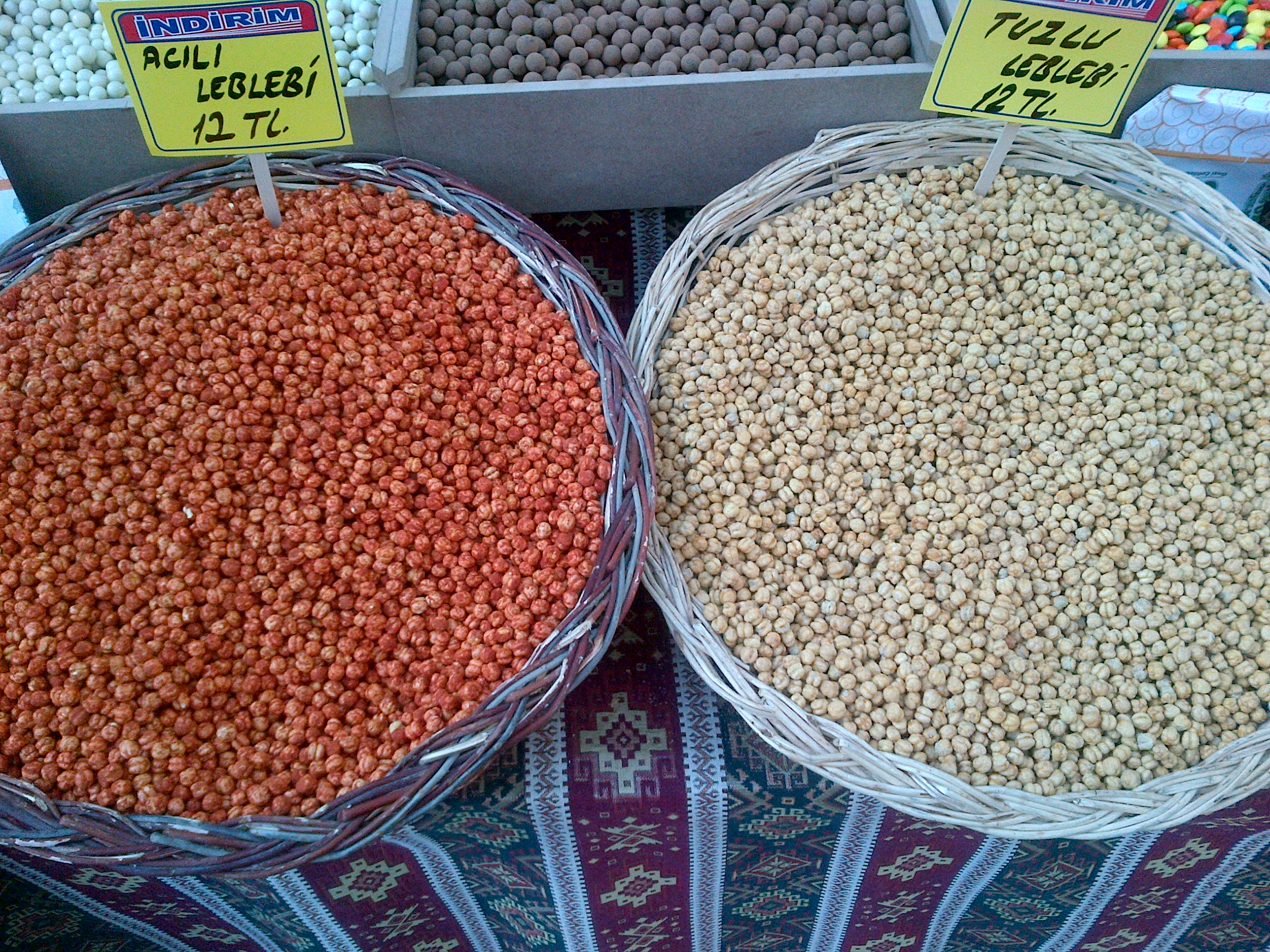
Leblebi amb pebre roig, leblebi amb sal a Ankara.

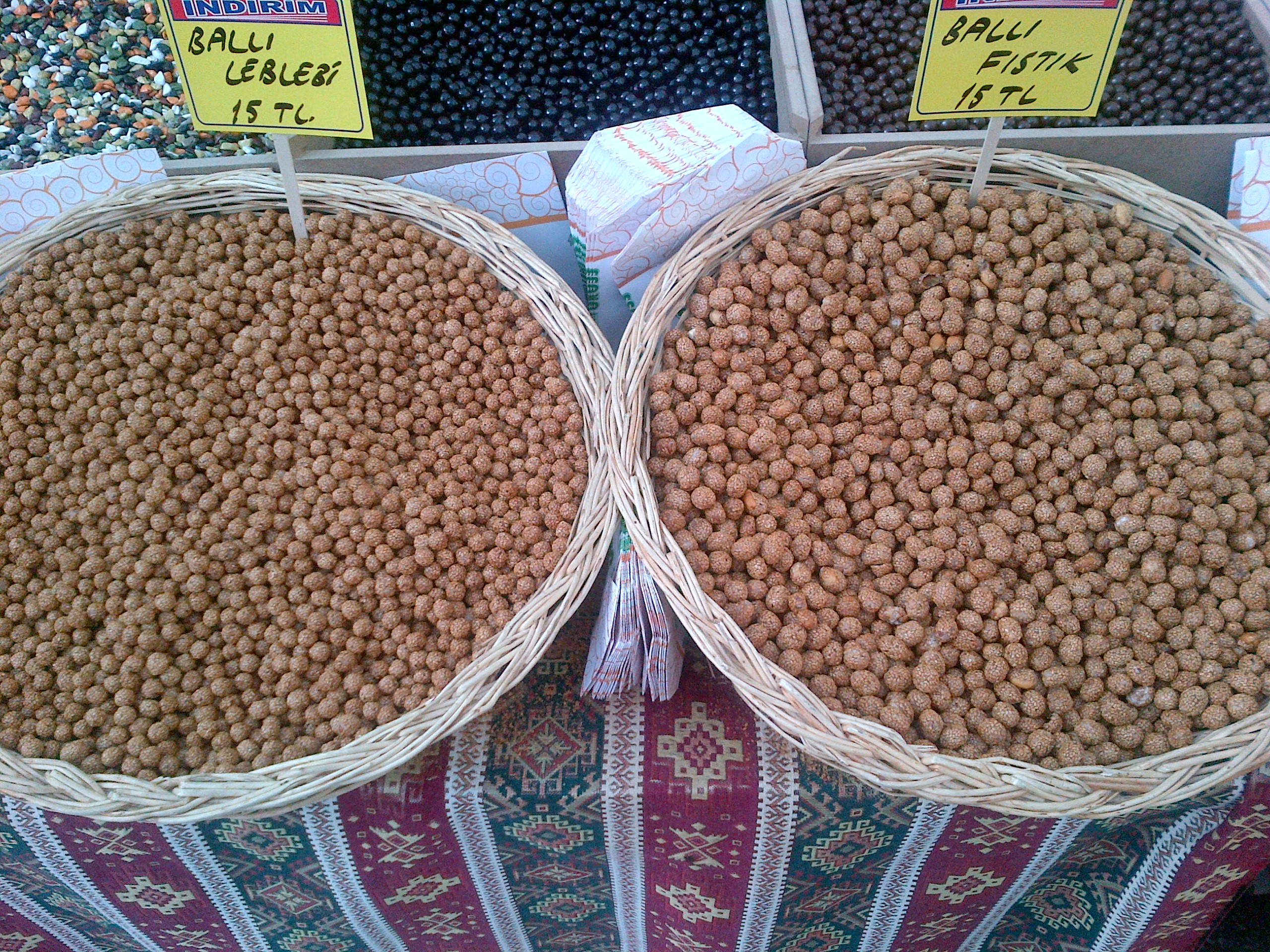
Leblebi amb mel (esquerra) - cacauets amb mel (dreta), Ankara

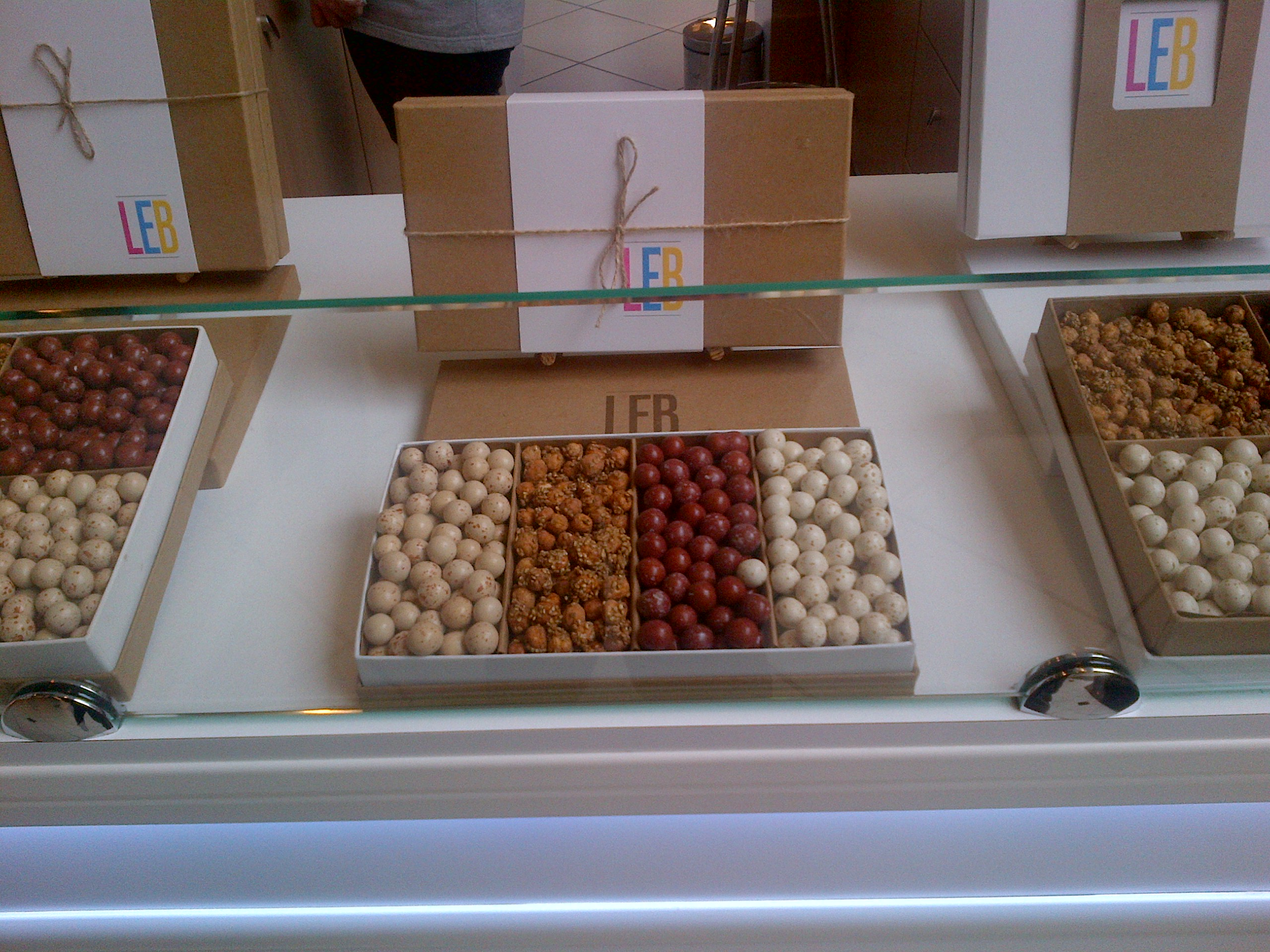
Leblebi per a regal

Leblebi (cigrons rostits) és un snack tradicional de la cuina turca. També es fa servir com a meze al costat del rakı. La paraula leblebi ve de l'àrab (lablab, لبلاب) i significa cigrons. (En turc, per a denominar els cigrons, es fa servir la paraula nohut que ve del persa i també significa cigrons.) La ciutat de Çorum, a la regió de la Mar Negra interior, és famosa pel seu leblebi.

## En la cultura turca
Mustafa Kemal Atatürk, el fundador de la República de Turquia, menjava moltes vegades solament leblebi com meze amb el seu rakı. El grup de pop turc Modern Folk Üçlüsü (Trio de Folk Modern) ha esdevingut famós amb la seva cançó titulada "Leblebi". (p. 252)